# Valère Novarina
Valère Novarina   (Chêne-Bougeries, 4 de maig de 1942) és un escriptor, dramaturg, director, pintor i fotògraf francès-suís que va néixer als afores de Ginebra.

## Biografia
La seva mare Manon Trolliet va ser actriu i el seu pare Maurice Novarina, arquitecte. Ell va passar la seva infància i adolescència a Thonon, en la part francesa del llac Léman/Ginebra.
Va estudiar filosofia i filologia a la Sorbonne de París, enfocant els seus estudis a Dante i Antonin Artaud, el teòric del teatre. En aquests anys va conèixer Roger Blin, Marcel Maréchal, Jean-Noël i Vuarnet. Volia convertir-se en actor, però va deixar-ho córrer i llavors va començar a escriure.
Paral·lelament al seu vessant d'escriptor, va desenvolupar una activitat gràfica i pictòrica: dissenys de personatges i pintures de paisatges i d'escenografia, quan començava a produir obres dramàtiques.
La seva primera obra teatral, L'Atelier Volant, va ser dirigida per Jean-Pierre Sarrazac el 1974. Marcel Marechal li va encarregar una adaptació lliure de les dues obres de Shakespeare sobre Henry IV. D'aquest encàrrec neix Falstaff, que van presentar al Teatre Nacional de Marsella el 1976. La seva obra inclou teatre utòpic, novel·les-diàleg, monòlegs de diverses veus, poesies escèniques i obres “teorètiques”, que exploren el cos de l'actor o l'espai i la paraula i la intersecció d'aquests conceptes. Carta als actors és un exemple de la darrera categoria. Difícil d'assolir i d'actuar, el llenguatge hi apareix com una figura de la matèria.
Les seves obres han estat traduïdes a l'alemany, a l'anglès, al català, a l'espanyol, a l'italià, al portuguès, al rus, al romanès i al suec. N'ha dirigit unes quantes de les seves obres: La Drama de la via,Vous qui habitez le temps, Je suis, La Chair de l'homme, Le Jardin de reconnaissance, L'Origine rouge, La Scène, L'Espace furieux, L'Acte Inconnu. Va pintar grans telons per a cada un d'aquests espectacles.